# Klassischer Lichen myxoedematosus
Der Klassische Lichen myxoedematosus ist eine Hautkrankheit. Sie ist die häufigste Form des lokalisierten Lichen myxoedematosus mit flechtenartigen Papeln ohne flächige Verdickung oder Verhärtung der Haut.
Synonyme sind: Lichen fibromucinoidosus; lichen myxedematosus; Lichen myxödematosus; Mucinosis papulosa seu lichenoides; Myxodermia papulosa; papular mucinosis; papulöse Muzinose
Die Erstbeschreibung stammt aus dem Jahre 1906 durch den französischen Hautarzt William Auguste Dubreuilh (1857–1935).

## Verbreitung und Ursache
Häufigkeit und Ursache sind nicht bekannt.

## Klinische Erscheinungen
Klinische Kriterien sind:
- Manifestation im Erwachsenenalter, meist zwischen dem 30. und 40. Lebensjahr
- oft symmetrische, nicht juckende follikuläre, disseminierte lichenartige Papeln besonders auf den Streckseiten der Arme, auch Handrücken, Rumpf und Oberschenkel
- Gesicht nicht betroffen, keine Hautverdickung

## Differentialdiagnose
Abzugrenzen sind Granuloma anulare, Rheumaknoten oder  Infantile kutane Muzinose.

## Therapie
Eine ursächliche Behandlung ist nicht bekannt, neben einer eventuell zugrunde liegenden Systemerkrankung können lokale symptomatische Maßnahmen erfolgen.